# Tanaissus psammophilus
Tanaissus psammophilus är en kräftdjursart som först beskrevs av Wallace 1919.  Tanaissus psammophilus ingår i släktet Tanaissus och familjen Nototanaidae. Inga underarter finns listade i Catalogue of Life.